# Naturpark

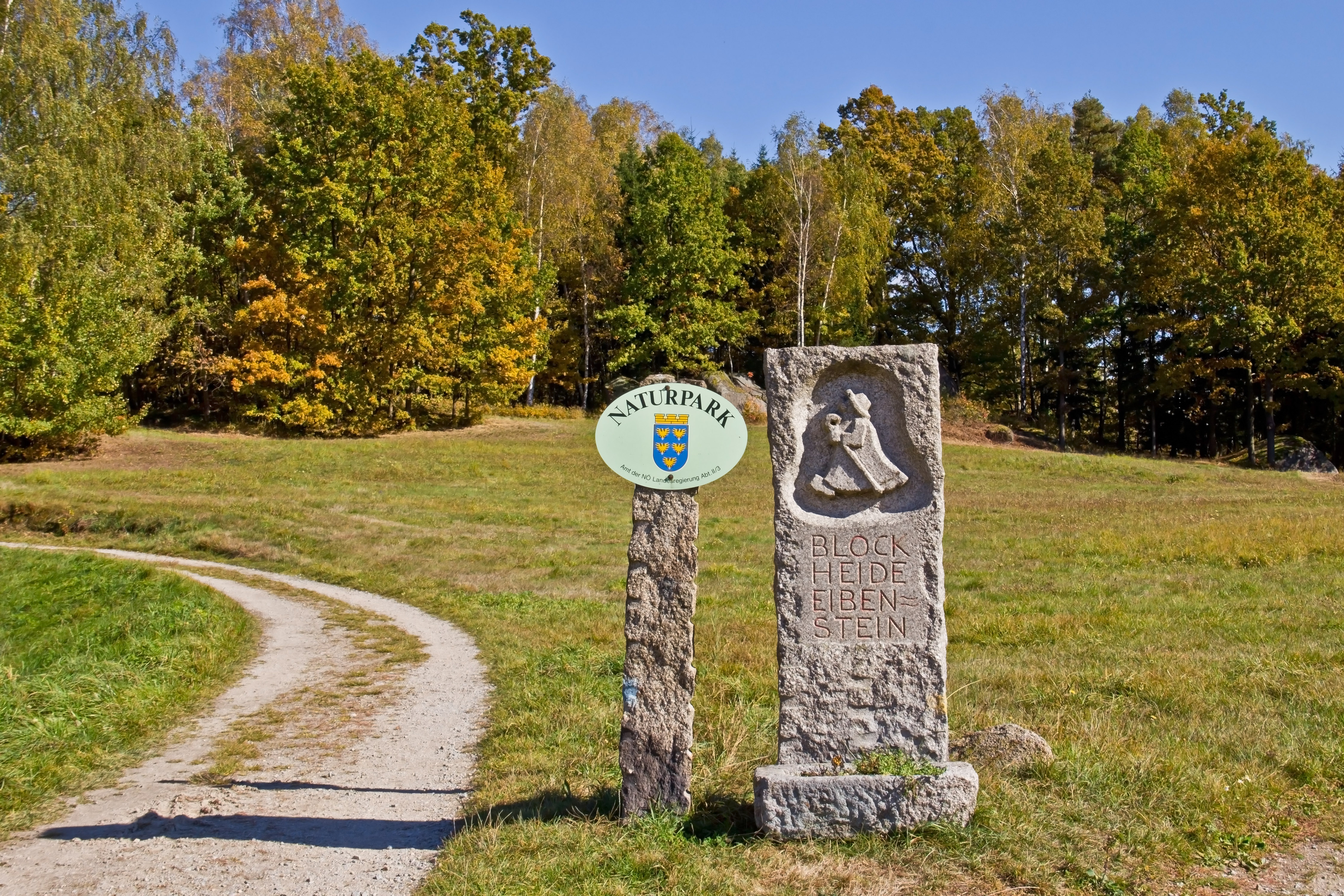
Eingangs-Situation eines Naturparks

Ein Naturpark (Mehrzahl: Naturparks, Naturparke, in der Schweiz Naturpärke) ist ein geschützter, durch langfristiges Einwirken, Nutzen und Bewirtschaften entstandener Landschaftsraum. Diese wertvolle Kulturlandschaft soll in ihrer heutigen Form einerseits naturschutzfachlich bewahrt und andererseits gleichzeitig touristisch vermarktet werden.
Naturparks unterliegen in den meisten Staaten einem gesetzlich reglementierten Gebietsschutz, der Teil des Naturschutzrechts ist – wie die beiden anderen Kategorien von Großschutzgebieten – Nationalparks und Biosphärenreservate – auch.

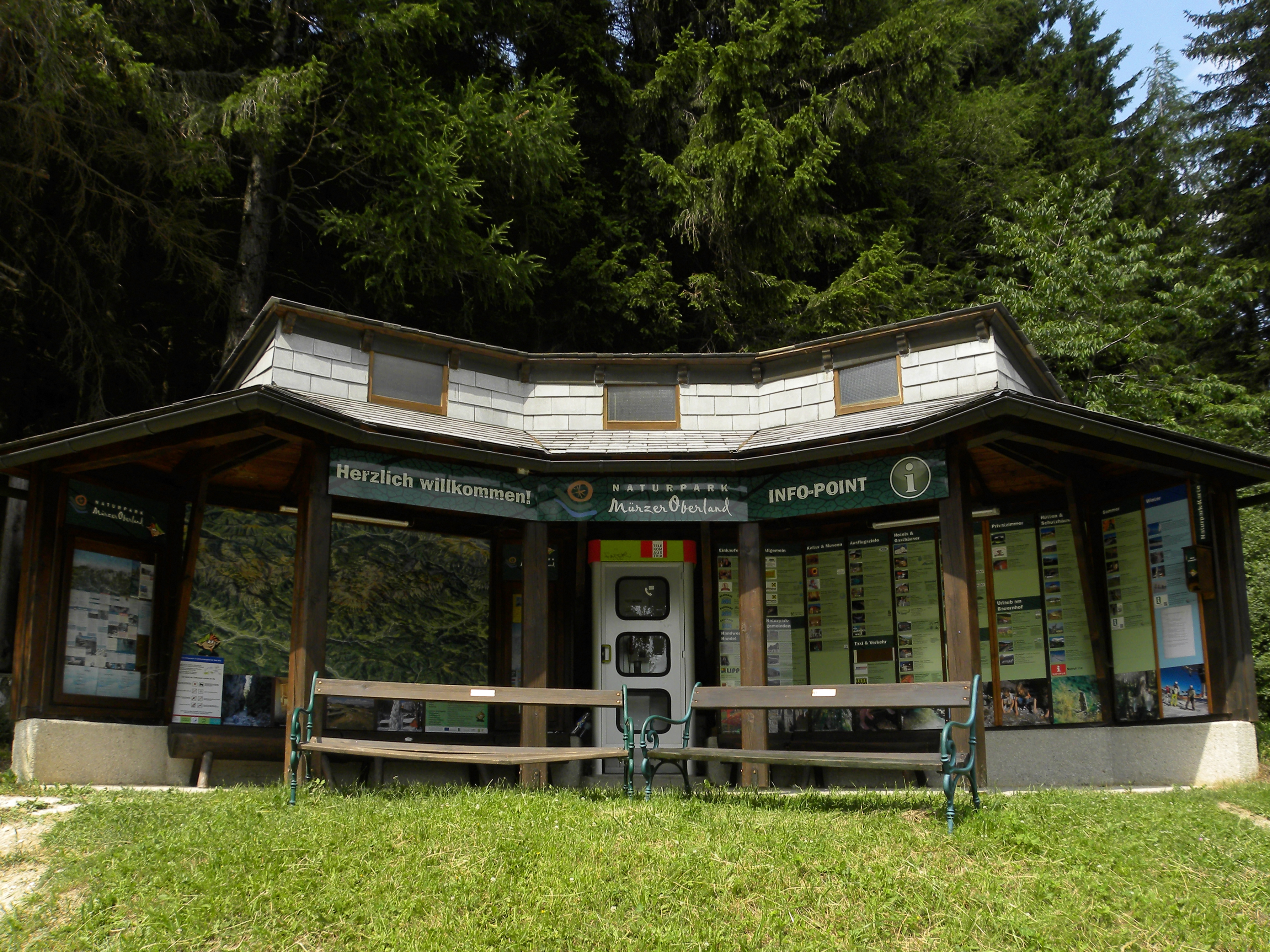
Info-Punkt für Naturschutz und Umweltbildung

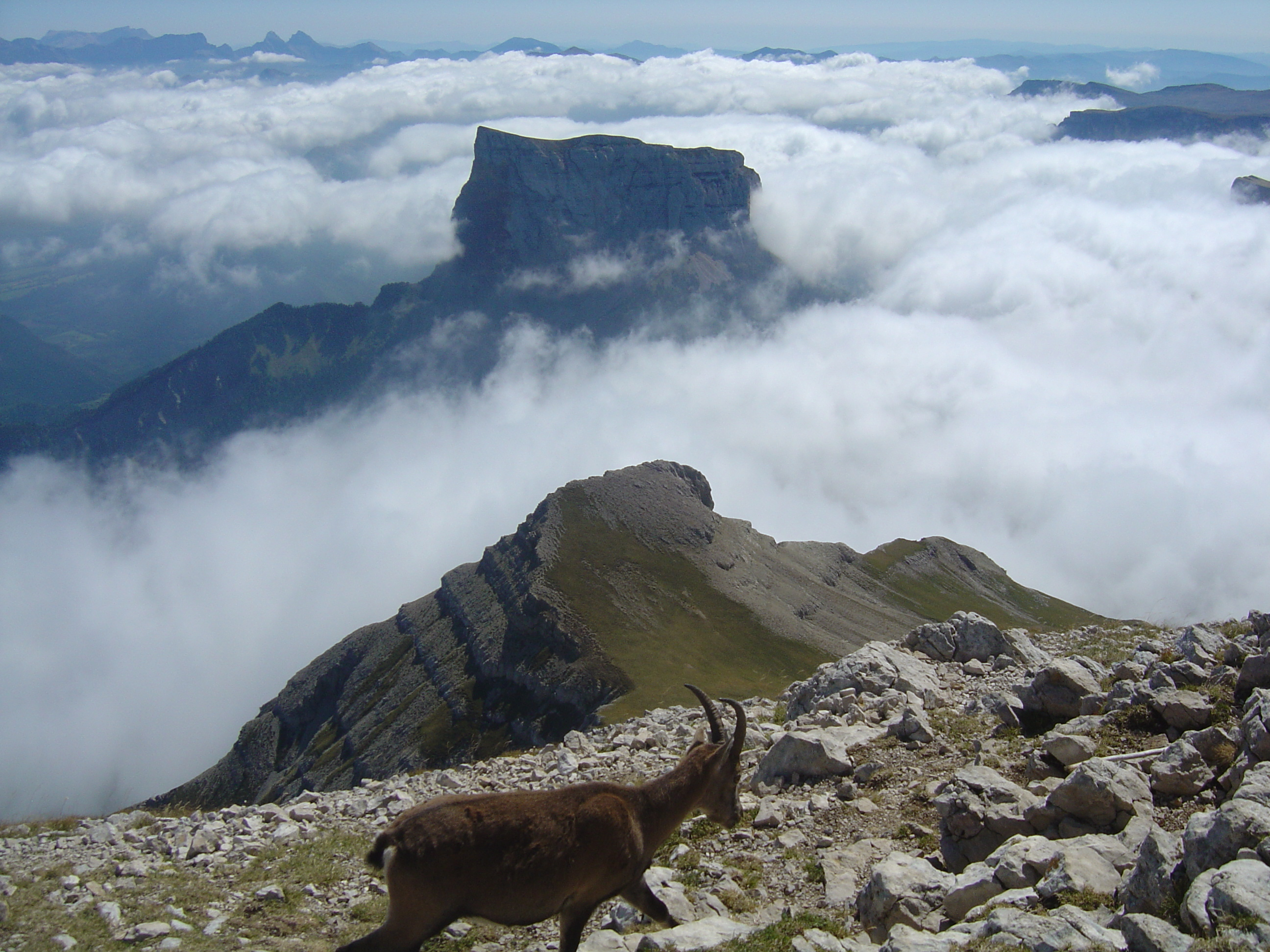
Alpensteinbock in einem französischen „parc naturel régional“

## Internationale Naturparks
Als erster internationaler Naturpark in Europa wurde im Jahr 1932 der heutige Pieniny-Nationalpark gemeinsam von Polen und der Slowakei gegründet. Erster grenzüberschreitender Naturpark in Westeuropa war der 1964 gegründete Deutsch-Luxemburgische Naturpark.
- Europäische Naturparks: Staatenübergreifende Pläne und Aktionen werden unter EUROPARC Federation verfolgt.
- European Wilderness Society (Wilderness Area), Zertifizierungen durch die gleichnamige Organisation, welche auf eine Kombination von Wildniskonzept und touristischem Angebot ausgerichtet sind.

## Deutschland

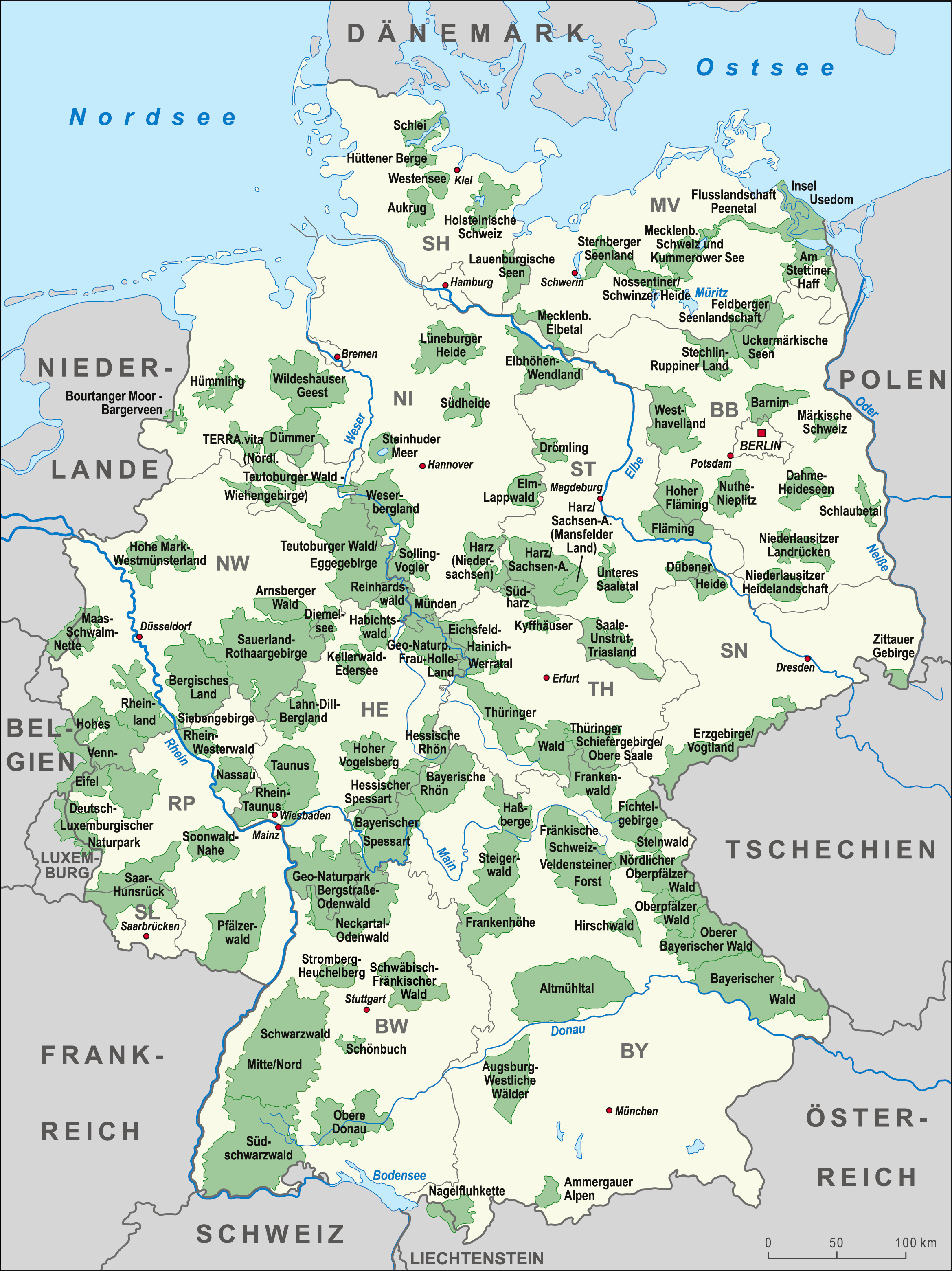
Naturparks in Deutschland

Der Naturpark gehört neben Nationalpark und Biosphärenreservat zu den Kategorien des gebietsbezogenen großflächigen Naturschutzes, den das Bundesnaturschutzgesetz (BNatSchG) bereitstellt. Der Naturschützer und Unternehmer Alfred Toepfer stellte am 6. Juni 1956 in der damaligen Bundeshauptstadt Bonn auf der Jahresversammlung des Vereins Naturschutzpark das vom Verein gemeinsam mit der Zentralstelle für Naturschutz und Landschaftspflege und anderen Institutionen entwickelte Programm zur Einrichtung von (zunächst) 25 Naturparks in Westdeutschland vor (in Anwesenheit von Bundespräsident Theodor Heuss und Bundesminister Heinrich Lübke). Fünf Prozent der Fläche der alten Bundesrepublik sollten so vor größeren Schädigungen bewahrt werden.

### Definition von Naturparks in Deutschland
Die Definition der Kategorie Naturpark erfolgt durch Bundesrecht (§ 27 BNatSchG). Einzelheiten, vor allem hinsichtlich der Ausweisung, Feststellung oder Anerkennung als Naturpark, variieren in den einzelnen Bundesländern nach Maßgabe des dortigen Naturschutzrechts.
In § 27 BNatSchG ist festgelegt, dass Naturparks einheitlich zu entwickelnde und zu pflegende, großräumige Gebiete und auf überwiegender Fläche Landschafts- oder Naturschutzgebiete sind, eine große Arten- und Biotopenvielfalt und eine durch vielfältige Nutzungen geprägte Landschaft aufweisen.
In Naturparks wird eine dauerhaft umweltgerechte Landnutzung angestrebt, und sie sollen wegen ihrer landschaftlichen Voraussetzungen besonders für die Erholung und für nachhaltigen Tourismus geeignet sein.
„Naturparke sollen auch der Bildung für nachhaltige Entwicklung dienen.“ Das ist im Absatz 2 des § 27 BNatSchG festgelegt.
Die zugrunde liegende Idee ist ein Schutz durch Nutzung, deshalb ist die Akzeptanz und die Beteiligung der Bevölkerung am Schutz der Kulturlandschaft und Natur sehr wichtig. Dabei sollen der Schutz der Natur und die Bedürfnisse von Erholungssuchenden so verknüpft werden, dass beide Seiten davon profitieren. Nachhaltiger Tourismus mit Respekt vor dem Wert der Natur und Landschaft stehen im Vordergrund.
Grundsätzlich sind alle Handlungen, Eingriffe und Vorhaben verboten, die dem Schutzzweck zuwiderlaufen. Dennoch entsprechen die deutschen Naturparke international im Allgemeinen einem Schutzgebiet der Kategorie V (Protected Landscape) der International Union for Conservation of Nature and Natural Resources. Nach Einschätzung des WWF unterliegen viele – nicht alle – dieser Naturparks tatsächlich nur einem sehr geringen Schutz, die häufig noch unter der Kategorie V liegt.
Naturparks sind bei der Bauleitplanung zu berücksichtigen und müssen in Bebauungsplänen dargestellt und beachtet werden. Man spricht von einer nachrichtlichen Übernahme. Sie sind verbindlich und können nicht etwa aufgrund eines übergeordneten Allgemeinwohls in der Abwägung überwunden werden.
Die Träger von Naturparks sind oftmals Vereine oder kommunale Zweckverbände.
Die deutschen Naturparks sind im Verband Deutscher Naturparke zusammengefasst.
In Deutschland bestehen 105 Naturparks, die 27 % der Staatsfläche einnehmen. Die Verwaltungen der Naturparks treten vor allem als Kommunikatoren und Vernetzer auf. So werden auch Naturschutzanliegen gestärkt. Eine den anderen Naturschutzkategorien vergleichbare Verordnung und damit einhergehende Nutzungsbeschränkungen für die Landnutzung existiert aber nicht, so dass kein direkter Effekt auf den abiotischen und biotischen Ressourcenschutz erzielt wird (s. § 27 BNatSchG). Die Naturparkverwaltungen helfen je nach Ausrichtung dennoch, die landschaftlichen Schönheiten, Kulturlandschaften und auch seltene Arten und Biotope zu erhalten. Für die weitere naturschutzfachliche Qualifizierung von Naturparks existieren verschiedene Optionen. In Deutschland widmete sich z. B. ein Forschungsvorhaben den Potenzialen neuer Wildnisgebiete in Naturparks. Eine komplette Aufstellung der Gebiete mit Kurzbeschreibung befindet sich in der Liste der Naturparks in Deutschland.

### Jahr der Naturparks
Das Jahr 2006 wurde anlässlich des 50. Jahrestages der Idee Naturpark zum Jahr der Naturparke erklärt. Bundespräsident Horst Köhler übernahm dafür die Schirmherrschaft. Das Jahr stand unter dem Motto Natürlich Naturparke.

## Österreich

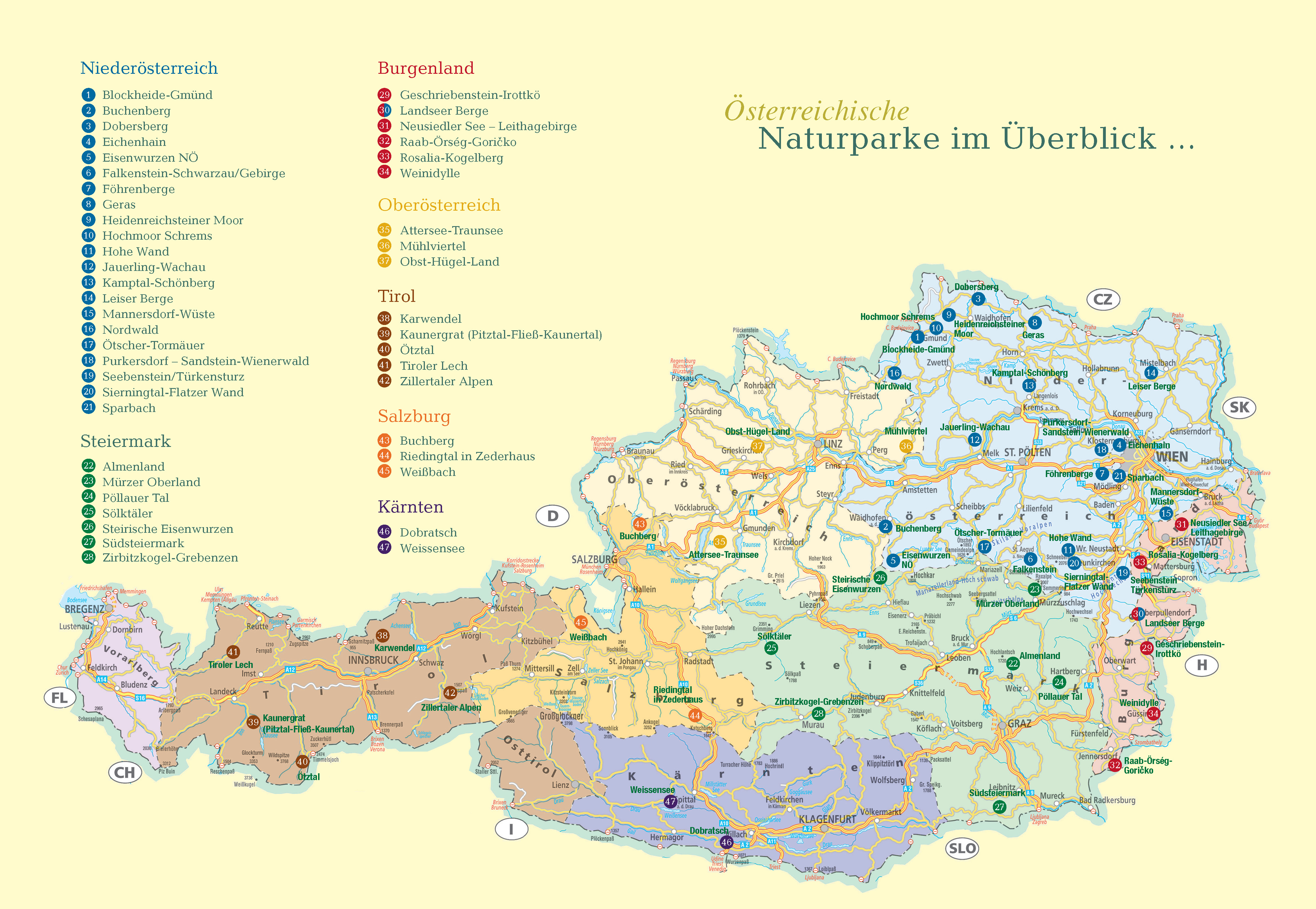
Übersichtskarte der Österreichischen Naturparks

Derzeit gibt es in Österreich 48 Naturparks mit einer Gesamtfläche von rund 500.000 ha (Stand 2015). Sie werden jährlich von annähernd 20 Millionen Interessierten besucht.
Naturschutz ist in Österreich Ländersache, Naturparks werden von den jeweiligen Landesregierungen ausgewiesen. Träger sind meist Vereine (oder Firmen), in denen die beteiligten Akteure, wie Tourismusverbände der Anrainergemeinden, Grundbesitzer und Infrastrukturbetreiber, zusammenarbeiten. 1995 schlossen sich alle österreichischen Naturparke zum Verband der Naturparke Österreichs (VNÖ) als gemeinsamer Interessensvertretung zusammen. Schon damals entstand das 4-Säulen-Modell: Schutz (der Landschaft), Erholung, Bildung und Regionalentwicklung der Wirtschaft. Der VNÖ sitzt in Graz, Albergasse 10. Geschäftsführer 1995 – September 2023 war Franz Handler aus der Steiermark. Im Oktober 2023 übernimmt Julia Friedlmayer aus Niederösterreich.

## Schweiz: Regionale Naturparks
In der Schweiz ist die Errichtung von Regionalen Naturpärken durch das Bundesgesetz über den Natur- und Heimatschutz (NHG) gesetzlich geregelt. Regionale Naturpärke sind eine von drei durch das NHG definierten Kategorien. Daneben sind Nationalpärke und Naturerlebnispärke vorgesehen. Diese beiden Parktypen sehen strenge Schutzzonen im Park vor, während derartige Kernzonen in Regionalen Naturpärken nicht existieren. Letztere fokussieren vielmehr auf die gleichwertige Förderung von Naturschutz und regionaler Wirtschaft. In der Verordnung über die Pärke von nationaler Bedeutung (Pärkeverordnung, PäV) des Bundes sind nähere Bestimmungen enthalten, so etwa in Art. 20: Zur Erhaltung und Aufwertung der Qualität von Natur und Landschaft sind im Regionalen Naturpark:
[…]
d. bestehende Beeinträchtigungen des Landschafts- und Ortsbildes durch Bauten, Anlagen und Nutzungen bei sich bietender Gelegenheit zu vermindern oder zu beheben.
Obschon das NHG erst 2007 entsprechend revidiert wurde, gibt es in der Schweiz bereits 15 regionale Naturparks. Betroffene Kantone können aufgrund ihrer Kantonshoheit eine Gesetzesänderung vornehmen, die die Bildung eines Naturparks erlaubt. Anschließend kann die Gemeindeversammlung kraft ihrer Gemeindeautonomie über einen eventuellen Beitritt einer Gemeinde zu einem Parkverein und damit zu einem Naturpark abstimmen. In den Statuten der Parkvereine ist keine demokratische Mitbestimmung durch die Stimmbürger der Gemeinden vorgesehen. Die Mitgliedschaft im Parkverein ist frühestens nach zehn Jahren kündbar.
Seit August 2010 existieren 15 Parks mit dem Label „Regionaler Naturpark von nationaler Bedeutung“:
- die UNESCO Biosphäre Entlebuch
- der Regionale Naturpark Thal[9]
- die Biosfera Val Müstair
- der Landschaftspark Binntal
- der Parc régional Chasseral
- der Naturpark Diemtigtal
- der Parc Ela
- der Naturpark Gantrisch
- der Jurapark Aargau
- der Naturpark Beverin
- der Naturpark Pfyn-Finges
- der Parc naturel régional Gruyère Pays-d’Enhaut
- der Parc du Doubs
- der Parc Jura vaudois
- der Regionale Naturpark Schaffhausen

Eine Aufstellung der Gebiete mit Kurzbeschreibung befindet sich im Artikel Park von nationaler Bedeutung.

## Italien
Südtirol hat sieben Naturparks und Anteil an einem Nationalpark
- Schlern-Rosengarten
- Texelgruppe
- Puez-Geisler
- Fanes-Sennes-Prags
- Trudner Horn
- Drei Zinnen
- Rieserferner-Ahrn
- Stilfser Joch (Nationalpark)

## Frankreich

Logo des Naturparks der Nordvogesen

Übersicht über die parcs naturels régional (in Grün)

In Frankreich heißen die Naturparks parc naturel régional. Im grenznahen Raum (zu Deutschland und der Schweiz), im Elsass und in Lothringen gibt es drei davon, zwei im Mittelgebirge der Vogesen, den Regionalen Naturpark Ballons des Vosges mit den Hochvogesen (Belchen) im Zentrum und in den Nordvogesen den Regionalen Naturpark Vosges du Nord, der an die deutsche Grenze reicht (Rheinland-Pfalz) und dort an den bis zur Geologie gleichgearteten deutschen Naturpark Pfälzerwald anschließt, mit dem er 1998 zu einem grenzüberschreitenden UNESCO-Biosphärenreservat Pfälzerwald-Vosges du Nord zusammengefasst wurde. Der dritte, der Regionale Naturpark Lothringen, liegt im Zentrum Lothringens, im Bereich der lothringischen Seen (pays des étangs) das zum Teil im Département Moselle im Bereich der traditionellen Lage der Sprachgrenze liegt.
Daneben befinden sich französische Naturgebiete und Landschaften von europäischer Bedeutung in regionalen Naturparks wie Camargue und Alpilles in der Provence, der Lauf des Verdon in den provenzalischen Seealpen, die Vulkane der Auvergne und der Ardèche im Zentralmassiv, die korsische Hochgebirgswelt und die Steilküsten, Wälder und Heiden im Landesinneren der westlichen Bretagne (Aremorika).
Siehe auch: Liste der regionalen Naturparks in Frankreich

## Kroatien
In Kroatien gibt es insgesamt acht Nationalparks und zehn Naturparks. Unter Naturparkschutz stehen die folgenden Gebiete:
- Biokovo
- Kopački rit
- Lonjsko polje
- Medvednica
- Papuk
- Telašćica
- Učka
- Velebit
- Vransko jezero
- Žumberak-Samoborsko gorje

## Portugal
Mit dem Nationalpark Peneda-Gerês befindet sich in Portugal ein Nationalpark. Daneben gibt es verschiedene Biosphärenreservate und eine Reihe Naturparks und untergeordnete Naturschutzgebiete, sowohl auf dem Festland, als auch auf den beiden Autonomen Regionen Madeira und Azoren.
Naturparks
- Área de Paisagem Protegida da Serra da Nogueira
- Parque Natural do Alvão
- Parque Natural do Litoral Norte
- Parque Natural da Madeira (mit den Inseln Ilhas Selvagens, Ilhas Desertas, Ilhéu de Cima und Ilhéu da Cal)
- Parque Natural de Montesinho
- Parque Natural da Ria Formosa
- Parque Natural da Serra da Estrela
- Parque Natural da Serra de São Mamede
- Parque Natural das Serras de Aire e Candeeiros
- Parque Natural do Sudoeste Alentejano e Costa Vicentina
- Parque Natural do Vale do Guadiana
- Parque Natural de Sintra-Cascais
- Parque Natural da Arrábida

Biosphärenreservate
- Berlengas
- Insel Corvo
- Insel Flores
- Insel Graciosa
- Peneda-Gerês (Nationalpark)
- Reserva Natural do Paúl do Boquilobo
- Santana (auf Madeira)

Naturreservate (Auswahl)
- Área de Paisagem Protegida da Arriba Fóssil da Costa da Caparica
- Área de Paisagem Protegida do Litoral de Esposende
- Área de Paisagem Protegida da Serra do Açor
- Formigas-Inseln
- Lorbeerwald Laurisilva von Madeira (seit 1999 UNESCO-Weltnaturerbe)
- Reserva Natural das Dunas de São Jacinto
- Reserva Natural do Estuário do Sado
- Reserva Natural do Estuário do Tejo
- Reserva Natural do Paúl de Arzila
- Reserva Natural do Sapal de Castro Marim e Vila Real de Santo António
- Reserva Natural Serra da Malcata
- Serra do Buçaco

## Slowenien
In Slowenien fasst man nach dem Gesetz zur Erhaltung der Natur 1999 unter dem Begriff ‚Naturpark‘ (slowenisch zavarovani park) „großflächige Schutzgebiete“ zusammen (Art. 67). Dies umfasst 44 Gebiete:
- den Triglav Nationalpark (narodni park Art. 69, einziger Nationalpark Sloweniens)
- die 3 Regionalparks (regijski park Art. 70; Regionalpark Škocjanske jame, Regionalpark Kozjansko, Regionalpark Notranjska)
- 40 Naturparks (krajinski park Art. 71). Die wörtliche Übersetzung von Krajinski park ins Deutsche ist eigentlich Landschaftspark. Da ein slowenischer Krajinski park aber üblicherweise eine natürliche Landschaft darstellt, ist die Übertragung in Naturpark angemessen.

## Spanien
In Spanien werden Naturparks (Parque Natural, Parc Natural) durch die jeweilige Autonome Gemeinschaft festgelegt und verwaltet, z. B.:
- Parc Natural dels Aiguamolls de l’Empordà
- Parc natural de s’Albufera de Mallorca
- Parc natural de s’Albufera des Grau
- Naturpark Arribes del Duero
- Naturpark Bandama
- Bardenas Reales
- Cabo de Gata
- Columbretes
- Parque Natural de Corralejo
- Dünen von Corrubedo
- Cumbre Vieja
- Ebrodelta
- Naturpark Las Nieves
- Los Alcornocales
- Parc natural de Mondragó
- Montseny
- Montserrat
- Naturpark Oyambre
- Naturpark Peñalara
- Parc natural de la península de Llevant
- Parc Natural dels Ports
- Parque natural de la Sierra y los Cañones de Guara
- Sierra de Baza
- Sierra de Grazalema
- Sierra de las Nieves
- Sierra Espuña
- Parque Natural de Somiedo
- Naturschutzpark Vulkane der Garrotxa

## Ungarn
- Geschriebenstein-Írottkő (grenzübergreifend mit Burgenland)
- Naturpark Vértes (seit 27. Oktober 2005)
- Naturpark Sokoró-Pannontáj (seit 1. April 2006)
- Naturpark Cserhát (seit 22. Oktober 2009)
- Naturpark Szatmár-Bereg (seit 17. Januar 2010)

Es gab keine Qualifikation für:
- Raab-Örseg-Goricko (grenzübergreifend mit Burgenland)
- Naturpark Ipolymente-Börzsöny
- Naturpark Kerkamente
- Naturpark Körösök Völgye
- Naturpark Nagy-Milic
- Naturpark Ödenburger Gebirge
- Naturpark Ráckevei Kis-Duna.

## Weitere Länder
- Naturpark Obersauer, Luxemburg
- Rumänien: siehe Nationalparks in Rumänien: Naturparks